# Гилуве
Гилуве (англ. Mount Giluwe) — вторая по высоте вершина Папуа — Новой Гвинеи после горы Вильгельм. Высота — 4368 м. Расположена в провинции Сатерн-Хайлендс. Представляет собой щитовой вулкан, покрытый обширными альпийскими лугами. Древние вулканические некки образуют две вершины, из которых самой высокой является центральный пик, а восточный пик расположен примерно в 2 км и достигает высоты в 4300 м. Гилуве — высочайший вулкан Австралии и Океании.
Изначальный вулкан на месте горы Гилуве сформировался около 650—800 тысяч лет назад. Вероятно, он представлял собой стратовулкан, высота которого была идентичной высоте современного пика. В ходе ледникового похолодания периода плейстоцена значительная часть горы была подвергнута сильной эрозии, в результате которой сформировалось несколько некков, образующих современные вершины. В ходе нового периода вулканических извержений около 220—300 тысяч лет назад произошло формирование щитовидных горных масс, составляющих современную гору Гилуве. При этом часть лавы извергалась под ледниковым покрытием. В ходе последнего ледникового периода верхние склоны Гилуве были покрыты обширной ледниковой шапкой толщиной около 150 м, при этом только главный и восточных пик высовывались из этой шапки и образовывали нунатаки. В наилучшие времена ледниковая шапка достигала размеров в 15 км и занимала площадь свыше 100 км². Выводные ледники простирались вплоть до высоты в 3200—3500 м, оставляя после себя многочисленные отложения в виде ледникового тилла и морен. Хотя в настоящее время на Гилуве отсутствуют ледники, в районе его расположения сохранились многочисленные кары и долины. Современные же погодные условия на Гилуве на высоте около 3400 м достаточно холодные для ночных заморозков и переменных снегопадов.
Первооткрывателями вулкана стали австралийские исследователи Мик Лихи (англ. Mick Leahy) и его брат Дэн, также первыми взобравшимися на Гилуве. Тем не менее на роль первооткрывателя горы также претендовал другой исследователь, Джек Хайдс, который утверждал, что первым увидел пик ещё в 1935 году, назвав его горами Минарета (англ. Minaret Mountains). Однако это название горы не закрепилось за ней ввиду того, что Лихи в том же 1935 году отправился в Лондон и организовал слушания в Королевском географическом обществе. Лихи выступил со своим обращением 21 ноября 1935 года, и в следующем году ему было официально вручено денежное вознаграждение за открытие горы, о котором было написано в журнале Общества.